# Carl Christian Heubach

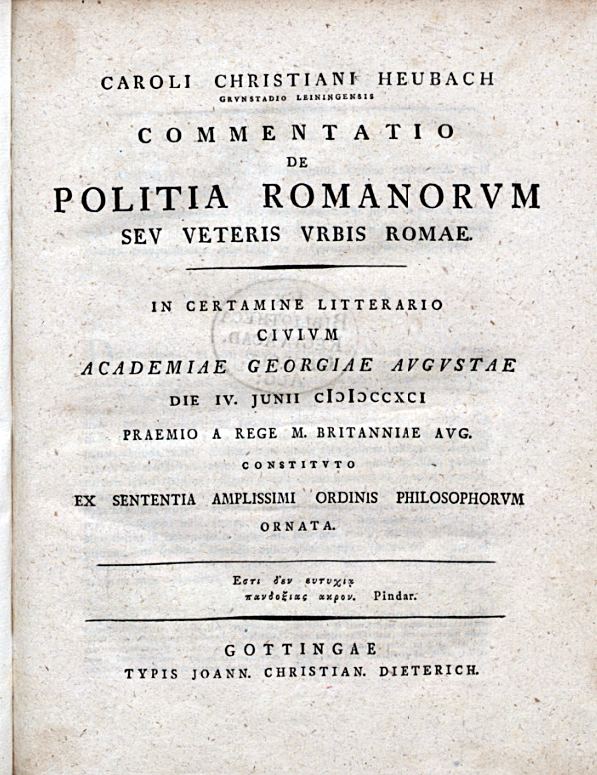
Preisgekrönte Abhandlung Carl Christian Heubachs, 1791

Carl Christian Heubach (* 21. Oktober 1769 in Grünstadt; † 16. September 1797 in Bad Kreuznach) war ein deutscher Pädagoge, Altphilologe, Preisträger der Akademie der Wissenschaften zu Göttingen und französischer Regierungsbeamter.

## Leben und Wirken
Carl Christian Heubach besuchte das Gymnasium seiner Heimatstadt Grünstadt und war dort ein Schüler von Karl Christian Heyler. Er studierte Philosophie an der Universität Göttingen und reichte eine lateinische Abhandlung über die Polizei im alten Rom ein, die 1791 mit dem  Preis der Königlichen Akademie Göttingen ausgezeichnet wurde. Im gleichen Jahr ging er als Collaborator (Hilfslehrer) an das  Gymnasium Philippinum Weilburg, wo er Griechisch unterrichtete und neue Lehrmethoden einführte. Im September 1792 wechselte er als Konrektor an sein früheres Gymnasium in Grünstadt. 
Der Einmarsch der französischen Revolutionstruppen, während des Ersten Koalitionskrieges veränderte sein Leben völlig; er führte zum Abbruch der pädagogischen Laufbahn und letztlich zum frühzeitigen Tod. 
Am 10. März 1793 wurde in Grünstadt auf Anordnung der Revolutionäre ein Freiheitsbaum errichtet. Weniger aus Überzeugung als auf Drängen des Regierungskommissärs Johann Christoph Bleßmann hielt der Grünstadter Konrektor hierzu eine Festrede. Als sich die Franzosen am 1. April kriegsbedingt aus Grünstadt zurückzogen, schloss sich Carl Christian Heubach ihnen an, da er ansonsten Repressalien befürchtete. In Straßburg wurde er Sekretär bei der Verwaltung des Départements Bas-Rhin, dann musste er deutsche Kriegsgefangene beaufsichtigen und reiste mit ihnen durch Frankreich.  Schließlich führte er das Rechnungswesen im Hüttenwerk der Familie De Dietrich in Niederbronn-les-Bains. Danach fungierte Carl Christian Heubach als Dolmetscher, unter Jean Baptiste Holtz, bei der Generalverwaltung der besetzten linksrheinischen Gebiete in Trier. Im Frühjahr 1797 hielt er sich wegen Familienangelegenheiten in seiner Heimat Grünstadt auf und wollte von dort nach Bad Kreuznach reisen. Bei Dalsheim verhafteten ihn umherstreifende Husaren der Kaiserlichen Armee. Obwohl der französische General Charles Nicolas Oudinot Protest gegen die Maßnahme einlegte und die sofortige Freilassung Heubachs forderte, verschleppte man ihn nach Worms, nach Mainz, nach Mannheim, nach Cannstatt und zuletzt nach Heidelberg, von wo er, nach ca. sieben Wochen, im Rahmen des Vorfriedens von Leoben wieder an die französischen Vorposten überstellt wurde. Seither arbeitete er als Sekretär bei der französischen Bezirksregierung in Bad Kreuznach. Hier starb er nach wenigen Monaten, im Alter von nur 27 Jahren, vermutlich infolge von Krankheiten, die er sich während seiner Internierung zugezogen hatte.
Mit den Gelehrten Christian Gottlob Heyne und Christian Gottfried Schütz verband ihn eine Bekanntschaft, an Letzteren ist ein Brief im Druck erhalten.